# Колія коліс
Колія коліс — поперечна відстань між центрами площ відбитків контакту шин з дорогою в одній осі, яка характеризує стійкість транспортного засобу при певній висоті його центру тяжіння.
Для гусеничного транспорту ширину колії вимірюють за центральними лініями гусениць. Зазвичай колії коліс задньої й передньої осей співпадають, але можуть бути й винятки.

## Вплив на ходові якості
Широка колія збільшує стійкість транспортного засобу та уможливлює рух крутими схилами.
Зменшення розміру передньої колії без зміни задньої призводить до недостатньої поворотності транспортного засобу, зменшення відстані задньої колії без зміни передньої — до надмірної поворотності.
Розміри колії коліс транспортних засобів регламентовані Правилами дорожнього руху та іншими законодавчими актами.